# James Whitcomb Riley
James Whitcomb Riley (Greenfield, 7 ottobre 1849 – Indianapolis, 22 luglio 1916) è stato uno scrittore e poeta statunitense, molto noto soprattutto per le sue molte raccolte di poesia.
La sua carriera iniziò nel 1875, all'età di 26 anni, mentre lavorava per l'Indianapolis Journal. Negli Stati Uniti la sua influenza e popolarità è altissima ma in Italia i suoi lavori non hanno mai riscosso molto successo. I suoi versi sono pervasi di un umorismo sperimentale e un dialetto marcato.
Riley nacque a Greenfield in Indiana nel 1849 dal padre Ruben A. Riley e la madre Elizabeth Marine-Riley. Morì nel 1916, a 66 anni, e venne seppellito nel Crown Hill Cemetery di Indianapolis. Moltissimi sono gli autori e le celebrità che hanno dichiarato di aver apprezzato le sue poesie.

## Opere di Riley soggetti per il cinema
Alcune delle opere di Riley sono state di ispirazione per pellicole cinematografiche, soprattutto nel periodo del muto.

## Filmografia
- There, Little Girl, Don't Cry - cortometraggio (1910)
- The Ole Swimming Hole (1910)
- The Old Man and Jim, regia di Ulysses Davis - The Old Man and Jim (1911)
- An Old Sweetheart of Mine, regia di Bannister Merwin (1911)
- A Hoosier Romance, regia di Colin Campbell - A Hoosier Romance (1918)
- Little Orphant Annie, regia di Colin Campbell - Little Orphan Annie (1918)
- The Old Swimmin' Hole, regia di Joseph De Grasse (1921)
- The Girl I Loved, regia di Joseph De Grasse (1923)
- An Old Sweetheart of Mine, regia di Harry Garson (1923)
- Sirotka Enni, regia di Yulian Kalisher - Little Orphan Annie (1986)